# James Spensley
Pour les articles homonymes, voir James Richardson (homonymie), Richardson et Spensley.
James Richardson Spensley (né le 17 mai 1867 à Stoke Newington près de Londres et mort le 10 novembre 1915 à Mayence dans l'Empire allemand) est un médecin, chef scout, ainsi qu'un joueur, arbitre et entraîneur de football anglais.
Il est considéré par beaucoup comme étant l'un des pères du football italien, notamment du fait de son association avec le premier grand club du pays, le Genoa Cricket and Football Club (dont il créa la section football) et pour sa contribution à l'établissement du football dans le pays.

## Biographie

### Jeunesse et débuts de carrière
Natif de Stoke Newington, un des districts de Londres en 1867 de William Spensley et Elizabeth Alice Richardson, c'est néanmoins dans la capitale britannique que Spensley a grandi et passé son enfance, bien que sa famille fût originaire d'un village près de Swaledale dans le Yorkshire.
Richardson Spensley eut plus tard l'opportunité de travailler dans de nombreux endroits, parfois à l'étranger. Il commence au cours de ses études à s'intéresser aux philosophies et religions orientales, au langues (le grec et le sanskrit notamment), mais plus particulièrement au sport, où il va pratiquer la boxe et le football. Il travailla notamment comme docteur, puis passa parallèlement quelque temps comme correspondant pour le journal britannique du Daily Mail.

### Football au Genoa
Richardson Spensley arrive en Italie à Gênes pour travailler en 1896. Il débarqua à l'origine dans le port italien pour guérir les marins anglais qui travaillaient dans le transport de charbon. Il rejoignit le Genoa Cricket & Athletics Club, équipe de cricket et d'athlétisme créée par des expatriés britanniques installés en Italie. 
Il a alors l'idée de créer la section footballistique du club (sport très peu pratiqué en Italie à l'époque), qu'il ouvre officiellement le 10 avril 1897, et dont il sera un joueur de champ ainsi que le premier entraîneur. Il innovera donc la scène du football des temps modernes en Italie, alors à l'époque au stade embryonnaire.
En fait, s'il n'y avait pas eu l'existence d'Edoardo Bosio à Turin quelque temps auparavant, Richardson Spensley aurait été le premier acteur du football italien, avec la création d'une association dans le pays.
Richardson Spensley a participé en tant qu'entraîneur-joueur pour le Genoa au tout premier championnat d'Italie de l'histoire, le Campionato Federale di Football 1898, qui fut remporté par le club. La saison suivante, il changera de poste, passant de défenseur au gardien de but, poste qu'il occupa jusqu'en 1906.
En incluant le premier titre du club, Genoa a en tout remporté six fois le Scudetto (titre de champion d'Italie) avec Richardson Spensley dans son effectif. Après avoir pris sa retraite de joueur à presque 40 ans, il resta ensuite au club quelque temps en tant qu'entraîneur, avant de se retirer totalement du monde du football.

### Scoutisme et après football
C'est lorsqu'il vivait encore en Grande-Bretagne que Robert Baden-Powell fonda le scoutisme. Spensley reçut de sa main une copie de Scouting for Boys. En Italie, il décida alors avec un génois nommé Mario Mazza de fonder le mouvement des scouts italiens, nommé Federazione Italiana dello Scautismo en 1910.
Durant la Première Guerre mondiale, il travailla en tant que médecin sur le front, se servant du scoutisme pour réussir à devenir lieutenant dans la Royal Army Medical Corps,. Il fut blessé sur le champ de bataille tandis qu'il guérissait les plaies d'un soldat ennemi par compassion. Il décéda à Mayence en Allemagne à l'hôpital quelque temps après,. Sa tombe fut découverte au cimetière Niederzwehren à Cassel par deux étudiants génois dans les années 1990.

## Palmarès
Genoa CFC
- Championnat d'Italie de football (6) :
  - 1898, 1899, 1900, 1902, 1903, 1904